# آبدا
آبدا (به مجاری: Abda) شهری در مجارستان و واقع در دیور-موشون-شوپرون است.